# 존 마리

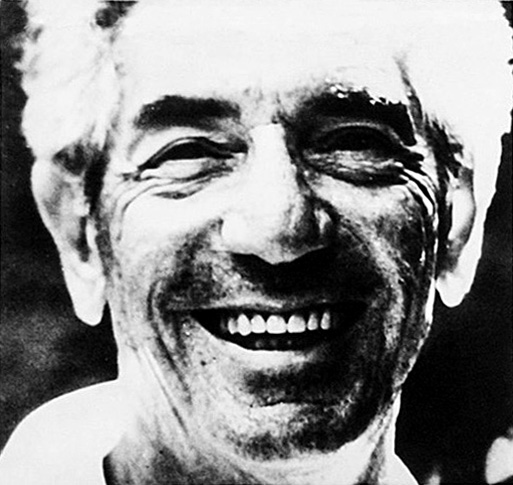

존 말리(John Marley, 1907년 10월 17일 ~ 1984년 5월 22일)는 미국의 배우이다.
뉴욕에서 태어났으며 로스앤젤레스에서 사망하였다. 뉴저지주에 매장되었다.

## 영화
- 대부 일대기 (1992년)
- 온 디 엣지 (1986년)
- 글리터돔 (1984년)
- 황금 계곡의 비밀 (1982년) - 크리스토퍼 팔콘 역
- 스레시홀드 (1981년)
- 격정의 프라하 (1981년)
- 후퍼 (1978년)
- 악마의 자식들 (1978년)
- 더 그레이티스트 (1977년)
- 에드가 후버의 개인 파일 (1977년)
- 공포의 검은 차 (1977년)
- 어느 코미디언의 눈물 (1976년)
- 데드 오브 나잇 (1974년)
- 블레이드 (1973년)
- 대부 (1972년) - 잭 월츠 역
- 러브 스토리 (1970년) - 필 카바레리 역
- 닥터 게논 (1969년)
- 하와이 5-0수사대 (1968년)
- 얼굴들 (1968년)
- 아이언 사이드 (1967년)
- 캣 벌루 (1965년) - 프랭키 벌루 역
- 기다리는 아이 (1963년)
- 휠러 딜러 (1963년)
- 아메리카 아메리카 (1963년)
- 부츠 한 켤레 (1962년)
- 추격 (1959년)
- 나는 살고 싶다 (1958년)
- 마이 식스 컨빅츠 (1952년)